# Johann Filtsch
Johann Filtsch (* 16. Dezember 1753 in Hermannstadt, Siebenbürgen; † 13. Oktober 1836 ebenda) war ein Stadtpfarrer und Literat.

## Leben
Filtsch studierte 1775–1777 an den Universitäten Erlangen bei Seiler und Rosenmüller und Göttingen bei Michaelis, Leß, Feder, Heißmann, Blumenbach und August Ludwig von Schlözer. 1781 fand er Anstellung am Gymnasium in Hermannstadt, ging aber drei Jahre später in das geistliche Amt über. 1791 wurde er Pfarrer in Heltau, 1797 in Urwegen und am 25. März 1805 Stadtpfarrer in Hermannstadt, wo er 1835 in den Ruhestand ging. 1799 wurde er zum korrespondierenden Mitglied der Göttinger Akademie der Wissenschaften gewählt.
Er war ferner Redakteur und Herausgeber der Siebenbürgischen Quartalschrift (7 Bände, 1790–1801) und der Siebenbürgischen Provinzialblätter (5 Bände, 1805–1824). Auf Anregung von Samuel von Brukenthal bewog er Schlözer die Kritische Sammlungen zur Geschichte der Deutschen in Siebenbürgen (Göttingen 1795–1797) zu schreiben, für das er das Material lieferte. Hierfür wurde er 1799 von der königlich großbritannischen Societät der Wissenschaften in Göttingen zum korrespondierenden Mitglied erwählt.